# Ronde van Italië 1984
| Eindklassement      |                            |              |
| Algemeen klassement | Francesco Moser            | 98h 32' 20"  |
| Tweede              | Laurent Fignon             | + 1' 03"     |
| Derde               | Moreno Argentin            | + 4' 26"     |
| Vierde              | Marino Lejarreta           | + 4' 33"     |
| Vijfde              | Johan van der Velde        | + 6' 56"     |
| Zesde               | Gianbattista Baronchelli   | + 7' 48"     |
| Zevende             | Lucien Van Impe            | + 10' 19"    |
| Achtste             | Beat Breu                  | + 11' 39"    |
| Negende             | Mario Beccia               | + 11' 41"    |
| Tiende              | Dag Erik Pedersen          | + 13'35"     |
| (Bel)               | Eddy Schepers (12e)        | + 16' 55"    |
| (Ned)               | Frits Pirard (69e)         | + 1h 36' 05" |
| Rode Lantaarn       | Greg Saunders (143e)       | + 4h 29' 08" |
| Puntenklassement    | Urs Freuler                | 178 punten   |
| Tweede              | Johan van der Velde        | 172 punten   |
| Derde               | Francesco Moser            | 168 punten   |
| Bergklassement      | Laurent Fignon             | 53 punten    |
| Tweede              | Flavio Zappi               | 40 punten    |
| Derde               | Moreno Argentin            | 30 punten    |
| Jongerenklassement  | Charly Mottet (21e)        | 99h 02' 11"  |
| Tweede              | Jens Veggerby (40e)        | + 25' 55"    |
| Derde               | Giocondo Dalla Rizza (49e) | + 43' 07"    |
| Ploegenklassement   | Renault                    | 293h 48' 45" |
| Tweede              | Murella                    | -            |
| Derde               | Carrera-Inoxpran           | -            |

In 1984 ging de 67e Giro d'Italia op 17 mei van start in Lucca. Hij eindigde op 10 juni in Verona. Er stonden 171 renners verdeeld over19 ploegen aan de start. Hij werd gewonnen door Francesco Moser.
Aantal ritten: 22

Totale afstand: 3797.0 km

Gemiddelde snelheid: 37.944 km/h

Aantal deelnemers: 171

## Belgische en Nederlandse prestaties
In totaal namen er 8 Belgen en 4 Nederlanders deel aan de Giro van 1984.

### Belgische etappezeges
- In 1984 was er geen Belgische etappezege.

### Nederlandse etappezeges
- In 1984 was er geen Nederlandse etappezege.

## Etappe uitslagen
| Datum                  | Etappe    | Parcours                             | Afstand | Eerste                  | Tweede                       | Derde                       | Klassementsleider     |
| ---------------------- | --------- | ------------------------------------ | ------- | ----------------------- | ---------------------------- | --------------------------- | --------------------- |
| 17 mei                 | proloog   | Lucca                                | 5.0 km  | Francesco Moser (Ita)   | Silvestro Milani (Ita)       | Roberto Visentini (Ita)     | Francesco Moser (Ita) |
| 18 mei                 | etappe 1  | Lucca - Pietrasanta (ploegentijdrit) | 55 km   | Renault                 | Carrera-Inoxpran             | Gis                         | Laurent Fignon (Fra)  |
| 19 mei                 | etappe 2  | Pietrasanta - Florence               | 127 km  | Urs Freuler (Zwi)       | Pierino Gavazzi (Ita)        | Silvestro Milani (Ita)      | Laurent Fignon (Fra)  |
| 20 mei                 | etappe 3  | Bologna - San Luca                   | 110 km  | Moreno Argentin (Ita)   | Laurent Fignon (Fra)         | Jésus Rodríguez Magro (Spa) | Laurent Fignon (Fra)  |
| 21 mei                 | etappe 4  | Bologna - Numana                     | 238 km  | Stefan Mutter (Zwi)     | Urs Freuler (Zwi)            | Giovanni Mantovani (Ita)    | Laurent Fignon (Fra)  |
| 22 mei                 | etappe 5  | Numana - Blockhaus                   | 194 km  | Moreno Argentin (Ita)   | Francesco Moser (Ita)        | Acácio da Silva (Por)       | Francesco Moser (Ita) |
| 23 mei                 | etappe 6  | Chieti - Foggia                      | 193 km  | Francesco Moser (Ita)   | Gilbert Glaus (Zwi)          | Pierangelo Bincoletto (Ita) | Francesco Moser (Ita) |
| 24 mei                 | etappe 7  | Foggia - Marconia di Pisticci        | 226 km  | Urs Freuler (Zwi)       | Giovanni Mantovani (Ita)     | Nazzareno Berto (Ita)       | Francesco Moser (Ita) |
| 25 mei                 | etappe 8  | Policoro - Agropoli                  | 226 km  | Urs Freuler (Zwi)       | Paolo Rosola (Ita)           | Francesco Moser (Ita)       | Francesco Moser (Ita) |
| 26 mei                 | etappe 9  | Agropoli - Cava de' Tirreni          | 104 km  | Dag Erik Pedersen (Noo) | Laurent Fignon (Fra)         | Giovanni Battaglin (Ita)    | Francesco Moser (Ita) |
| 27 mei was een rustdag |           |                                      |         |                         |                              |                             |                       |
| 28 mei                 | etappe 10 | Cava de' Tirreni - Isernia           | 209 km  | Martial Gayant (Fra)    | Charly Mottet (Fra)          | Giuseppe Saronni (Ita)      | Francesco Moser (Ita) |
| 29 mei                 | etappe 11 | Isernia - Rieti                      | 243 km  | Urs Freuler (Zwi)       | Roger De Vlaeminck (Bel)     | Johan van der Velde (Ned)   | Francesco Moser (Ita) |
| 30 mei                 | etappe 12 | Rieti - Città di Castello            | 175 km  | Paolo Rosola (Ita)      | Roger De Vlaeminck (Bel)     | Silvano Riccò (Ita)         | Francesco Moser (Ita) |
| 31 mei                 | etappe 13 | Città di Castello - Lerici           | 269 km  | Roberto Visentini (Ita) | Laurent Fignon (Fra)         | Dag Erik Pedersen (Noo)     | Francesco Moser (Ita) |
| 1 juni                 | etappe 14 | Lerici - Alessandria                 | 204 km  | Sergio Santimaria (Ita) | Pierre-Henri Menthéour (Fra) | Emanuele Bombini (Ita)      | Francesco Moser (Ita) |
| 2 juni                 | etappe 15 | Certosa di Pavia - Milaan (tijdrit)  | 38 km   | Francesco Moser (Ita)   | Roberto Visentini (Ita)      | Urs Freuler (Zwi)           | Francesco Moser (Ita) |
| 3 juni was een rustdag |           |                                      |         |                         |                              |                             |                       |
| 4 juni                 | etappe 16 | Alessandria - Bardonecchia           | 198 km  | Dag Erik Pedersen (Noo) | Alfredo Chinetti (Ita)       | Johan van der Velde (Ned)   | Francesco Moser (Ita) |
| 5 juni                 | etappe 17 | Bardonecchia - Lecco                 | 249 km  | Jürg Bruggmann (Zwi)    | Acácio da Silva (Por)        | Stefan Mutter (Zwi)         | Francesco Moser (Ita) |
| 6 juni                 | etappe 18 | Lecco - Meran/Merano                 | 245 km  | Bruno Leali (Ita)       | Dag Erik Pedersen (Noo)      | Maurizio Piovani (Ita)      | Francesco Moser (Ita) |
| 7 juni                 | etappe 19 | Meran/Merano - Wölkenstein/ Sëlva    | 74 km   | Marino Lejarreta (Spa)  | Laurent Fignon (Fra)         | Moreno Argentin (Ita)       | Francesco Moser (Ita) |
| 8 juni                 | etappe 20 | Wölkenstein/ Sëlva - Arabba          | 165 km  | Laurent Fignon (Fra)    | Johan van der Velde (Ned)    | Moreno Argentin (Ita)       | Laurent Fignon (Fra)  |
| 9 juni                 | etappe 21 | Arabba - Treviso                     | 208 km  | Guido Bontempi (Ita)    | Paolo Rosola (Ita)           | Francesco Moser (Ita)       | Laurent Fignon (Fra)  |
| 10 juni                | etappe 22 | Soave - Verona (tijdrit)             | 42 km   | Francesco Moser (Ita)   | Laurent Fignon (Fra)         | Daniel Gisiger (Zwi)        | Francesco Moser (Ita) |

 winnaars · 
roze trui · 
  puntenklassement · 
  bergklassement · 
 jongerenklassement · 
 intergiro · 
 ploegenklassement · 
 strijdlust · 
 zwarte trui
Giro d'Italia Next Gen · Giro Donne · Cima Coppi
 Belgische rozetruidragers · etappewinnaars
 Nederlandse rozetruidragers · etappewinnaars
Mannen:
1909 · 
1910 · 
1911 · 
1912 · 
1913 · 
1914 · 
1919 · 
1920 · 
1921 · 
1922 · 
1923 · 
1924 · 
1925 · 
1926 · 
1927 · 
1928 · 
1929 · 
1930 · 
1931 · 
1932 · 
1933 · 
1934 · 
1935 · 
1936 · 
1937 · 
1938 · 
1939 · 
1940 · 
1946 · 
1947 · 
1948 · 
1949 · 
1950 · 
1951 · 
1952 · 
1953 · 
1954 · 
1955 · 
1956 · 
1957 · 
1958 · 
1959 · 
1960 · 
1961 · 
1962 · 
1963 · 
1964 · 
1965 · 
1966 · 
1967 · 
1968 · 
1969 · 
1970 · 
1971 · 
1972 · 
1973 · 
1974 · 
1975 · 
1976 · 
1977 · 
1978 · 
1979 · 
1980 · 
1981 · 
1982 · 
1983 · 
1984 · 
1985 · 
1986 · 
1987 · 
1988 · 
1989 · 
1990 · 
1991 · 
1992 · 
1993 · 
1994 · 
1995 · 
1996 · 
1997 · 
1998 · 
1999 · 
2000 · 
2001 · 
2002 · 
2003 · 
2004 · 
2005 · 
2006 · 
2007 · 
2008 · 
2009 · 
2010 · 
2011 · 
2012 · 
2013 · 
2014 · 
2015 · 
2016 · 
2017 · 
2018 · 
2019 · 
2020 · 
2021 · 
2022 · 
2023 · 
2024 · 
2025
Vrouwen:
1988 · 
1989 · 
1990 · 
1991 ·
1992 ·
1993 · 
1994 · 
1995 · 
1996 · 
1997 · 
1998 · 
1999 · 
2000 · 
2001 · 
2002 · 
2003 · 
2004 · 
2005 · 
2006 · 
2007 · 
2008 · 
2009 · 
2010 · 
2011 · 
2012 ·
2013 · 
2014 ·
2015 ·
2016 ·
2017 ·
2018 ·
2019 ·
2020 ·
2021 ·
2022 ·
2023 ·
2024 ·
2025